# Finale della Coppa CERS 2014-2015
La finale della 35ª edizione della Coppa CERS si è disputata il 25 aprile 2015 presso il Poliesportiu Les Comes di Igualada, in Spagna, tra gli spagnoli del Reus Deportiu e i portoghesi dello Sporting CP.
Essa è stata vinta dallo Sporting CP, al secondo successo nella competizione, ai tiri di rigore dopo che i tempi supplementari erano terminati con il risultato di 2 a 2.  

## Le squadre
| Squadre       | Partecipazioni precedenti (il grassetto indica la vittoria) |
| ------------- | ----------------------------------------------------------- |
| Reus Deportiu | 1991, 2003, 2004                                            |
| Sporting CP   | 1984                                                        |

## Tabellino
| Igualada 25 aprile 2015                | Sporting CP    | 2 – 2 | Reus Deportiu | Poliesportiu Les Comes |
| \| \| \| \| \| \| Shootout 2 – 1 \| \| |                |       |               |                        |
|                                        |                |       |               |                        |
|                                        | Shootout 2 – 1 |       |               |                        |